# Ys I: Ancient Ys Vanished
Ys I: Ancient Ys Vanished (イースI?, Īsu Wan), noto anche come Ys: The Vanished Omens o The Ancient Land of Ys, è un videogioco di ruolo giapponese sviluppato dalla Falcom nel 1987. Il nome viene spesso traslitterato erroneamente come Y's, a causa di un errore sulla versione in lingua inglese.
Inizialmente sviluppato per PC-8801, il gioco andò presto incontro a portabilità sugli home computer giapponesi X1, PC-9801, FM-7/FM-77, FM-77AV e Standard MSX2. Ys I fu pubblicato in numerose seguenti versioni, anche in lingua inglese, per Master System, MS-DOS, Apple IIGS, e TurboGrafx-16, nonché remake migliorati per Saturn e Windows.  Il gioco fu anche pubblicato come parte di una compilation insieme al suo seguito Ys II, prima nel 1989 per PC Engine, quindi per Nintendo DS nel 2008.
Ancient Ys Vanished è il primo gioco della serie di Ys, prodotta dalla Nihon Falcom Corporation.

## Trama
Ys è stato un precursore dei giochi di ruolo che enfatizzano la narrazione. L'eroe di Ys è un giovane spadaccino di nome Adol Christin. All'inizio della sua avventura, arriva alla città di Minea nella terra di Esteria, dove la veggente Sara gli predice di un grande male che sta dilagando sulla terra.
Adol deve cercare i sei libri di Ys, i quali contengono la storia dell'antica terra omonima, e gli daranno la conoscenza necessaria per sconfiggere le forze del male. Sara suggerisce ad Adol di trovare sua zia al villaggio di Zepik, che ha la chiave per trovare uno dei libri. Con questo, la sua avventura inizia.

## Modalità di gioco
Il giocatore controlla Adol sul campo di gioco con una visuale dall'alto. Viaggiando fuori dalle città ed esplorando dungeon, si incontreranno numerosi nemici vaganti, che si dovrà sconfiggere per proseguire e guadagnare esperienza per rendere più forte il personaggio.
Il combattimento in Ys è piuttosto differente dagli altri giochi di ruolo del periodo, che avevano battaglie a turni o un'arma attivabile manualmente. Nel gioco infatti Adol attacca automaticamente i nemici contro cui si muove. Il lato del nemico colpito determina, però, il danno subito dal protagonista: attaccare frontalmente un nemico infligge danno anche ad Adol, mentre colpendo lateralmente o alle spalle ciò non accade. Questo sistema di combattimento è diventato una delle caratteristiche più distintive di questa serie. Lo staff della Falcom ha comparato questo stile di gioco al divertimento dello scoppiare bolle sui fogli di pluriball, nel senso che prende il noioso compito di farming del personaggio e lo trasforma in qualcosa di simile ad un videogioco arcade basato sul punteggio ottenuto. Secondo GamesTM e John Szczepaniak di Retro Gamer e The Escapist, "La ripetizione dell'atto è stata piacevole mentre sviluppi un ritmo psiocologico e, anche nel caso si torni sui propri passi, il progresso è stato sempre rapido dal momento che il giocatore non ha mai bisogno di smettere di muoversi.
Un'altra caratteristica presente ed utilizzata poi quasi in tutti i titoli della serie, è la meccanica di rigenerazione dei punti ferita che avviene semplicemente restando immobili, anche se ciò vale solo per gli spazi aperti. Questa meccanica fu introdotta nel clone della serie Dragon Slayer (di cui Ys è il successore ufficiale) chiamato Hydlide, sebbene quest'ultimo prese a sua volta spunto dal gioco Rogue del 1980.

## Differenze tra le versioni
A parte le differenze grafiche, lo scenario di gioco rimane essenzialmente lo stesso attraverso i vari porting. Ci sono però alcune versioni in cui dei dettagli sono cambiati. Nella versione Master System, per esempio, alcune delle aree dei dungeon sono ruotate orizzontalmente.
La versione più diversa tra i primi porting è la versione Famicon, pubblicata da Victor Musical Industries, che possedeva scenari completamente nuovi per le città, i campi, i dungeon, cambio di alcune musiche e una nuova sequenza della battaglia finale.
La versione sviluppata per MSX conteneva invece nuove tracce musicali che rimpiazzavano in parte quelle originali. Alcune di queste, insieme ad altre composte e non utilizzate per l'originale, vennero poi incorporate nella colonna sonora del remake Ys Eternal e Ys Complete.
La versione sviluppata per PC Engine, pubblicata come Ys I & II nel 1989, e la versione Sega Saturn, includono filmati, come un'introduzione che racconta dell'arrivo di Adol alla città di Minea. I remake per Microsoft Windows, Ys Eternal e Ys Complete includono elementi addizionali, sia di filmati che di gioco effettivo.
Il remake per Sharp X68000 pubblicato nel 1991 va menzionata per l'utilizzo di pre-rendering 3D per gli sprite dei boss. Tuttavia, questo finì per creare "un bizzarro contrasto" con la grafica per la maggior parte bidimensionale del gioco.

## Musiche
Composte da Yuzo Koshiro e Mieko Ishikawa, la colonna sonora è notevole per le sue ricche melodie, in anni dove le musiche dei videogiochi solo iniziavano a progredire da monotoni bip. La colonna sonora di Ys è considerata tra le musiche dei videogiochi migliori mai composte, ed è considerata tra quelle più influenti tra i videogiochi di ruolo.
Numerosi album dedicati alle musiche di Ys sono stati pubblicati dalla Falcom. Tra essi vi sono:
- Music from Ys (1987): Contiene le tracce della versione originale per PC-8801, insieme con numerose tracce non usate o rimpiazzi usati nell'edizione per MSX, molte delle quali vennero poi incorporate tra quelle di Ys Eternal. Contiene inoltre cinque tracce arrangiate da Ryo Yonemitsu, che compose la colonna sonora della versione PC Engine Ys I & II (1989)
- Perfect Collection Ys (1990): Una pubblicazione in due dischi, il primo dei quali contiene i nuovi arrangiamenti della colonna sonora di Ryo Yonemitsu, mentre il secondo arrangiamenti assortiti di tracce di Ys e Ys II.
- Music from Ys Renewal (1995): La colonna sonora completa di Ys, include tracce bonus, riprodotte con sintetizzatori più moderni.
- Ys & Ys II Eternal Original Sound Track (2001): Due dischi che contongono le tracce del remake per Windows di Ys e Ys II.

## Recensioni
| Pubblicazione            | Voto                     |
| ------------------------ | ------------------------ |
| IGN                      | 9.0/10 (Master System)   |
| Computer and Video Games | 92% (Master System)      |
| Dragon                   | 5/5 (TurboGrafx)         |
| Defunct Games            | A (Master System)        |
| Shin Force               | 8.9 / 10 (Master System) |
| The Games Machine (UK)   | 90% (Master System)      |
| Tilt                     | 16 / 20 (Master System)  |

La versione Sega Master System fu recensita sul numero di marzo 1989 da Computer and Video Games. Il gioco ottenne un voto del 92%, affermando che possedeva una delle migliori grafiche della console e che "offriva profondità e giocabilità" che "assorbono l'attenzione per settimane".
L'edizione inglese della rivista The Games Machine lo comparò a The Legend of Zelda, affermando che "in molti rispettano il dettaglio dei personaggi e nel complesso la presentazione rende il gioco migliore visivamente", e concluse che Ys è "uno dei giochi di ruolo migliori in circolazione", dandogli un voto di 90%. Il gioco fu successivamente recensito nel 1991 sul numero 172 della rivista Dragon da Hartley, Patricia, e Kirk Lesser nella colonna "The Role of Computers", i cui recensori gli diedero 5 stelle su 5.